# マルショク

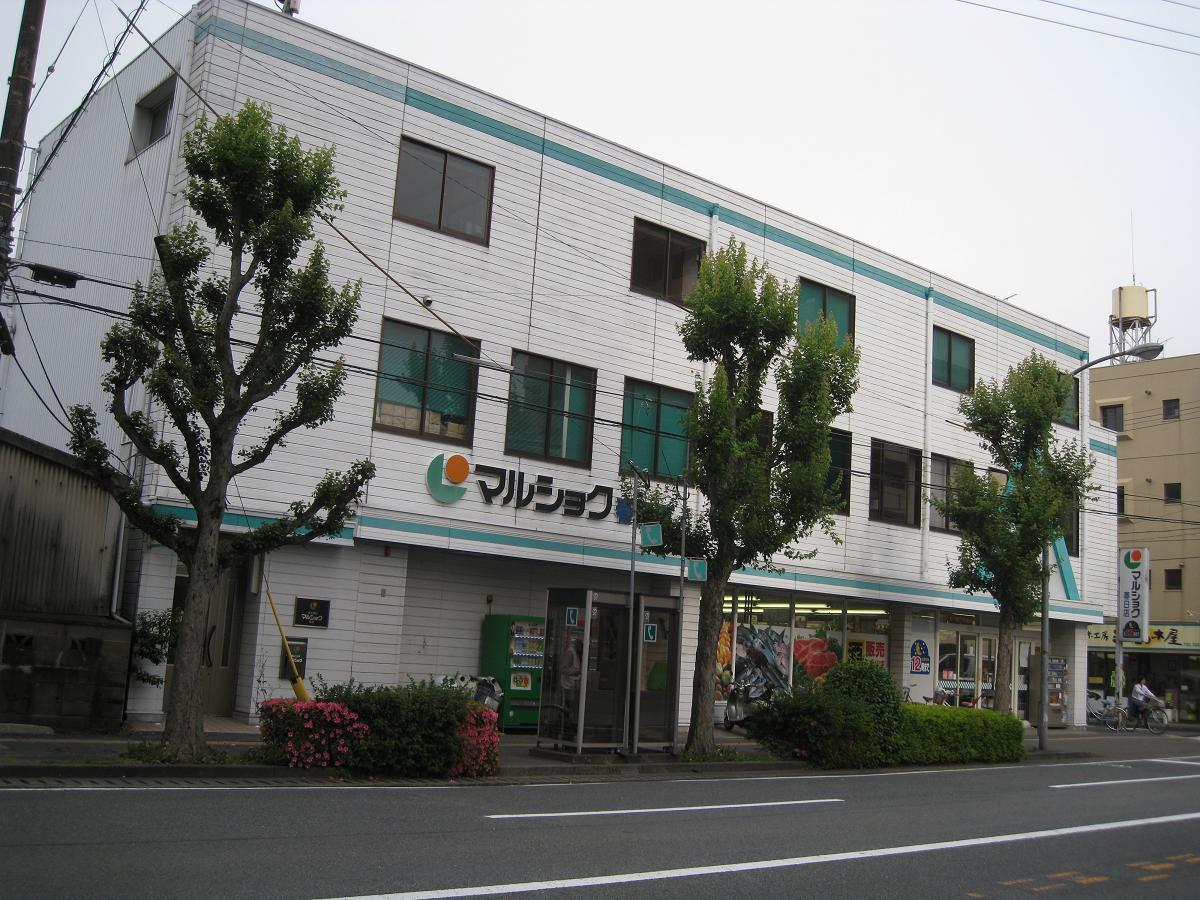
マルショク本社（大分県大分市東春日町）
株式会社マルショクの本社及び春日店、1階はSM店舗で2、3階が本社事務所である。

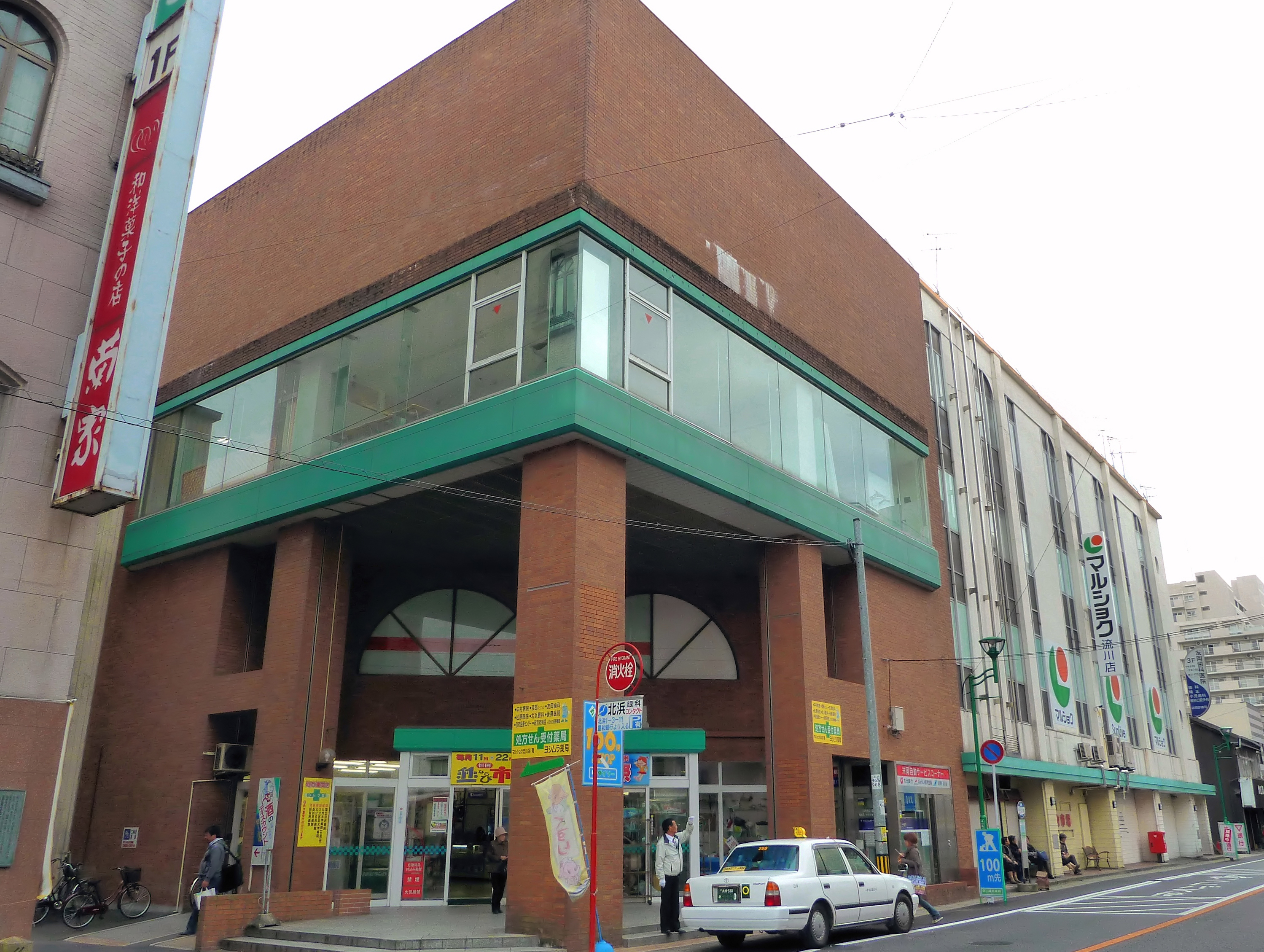
マルショク流川店（大分県別府市楠町）
1957年から2013年2月28日まで営業していた本店格の店舗。規模的にはサンリブ業態であるが、開業当時の店名を引き継いでいた。跡地は解体された後、2016年9月7日に「マルショク流川通り店」として新築再オープンした。

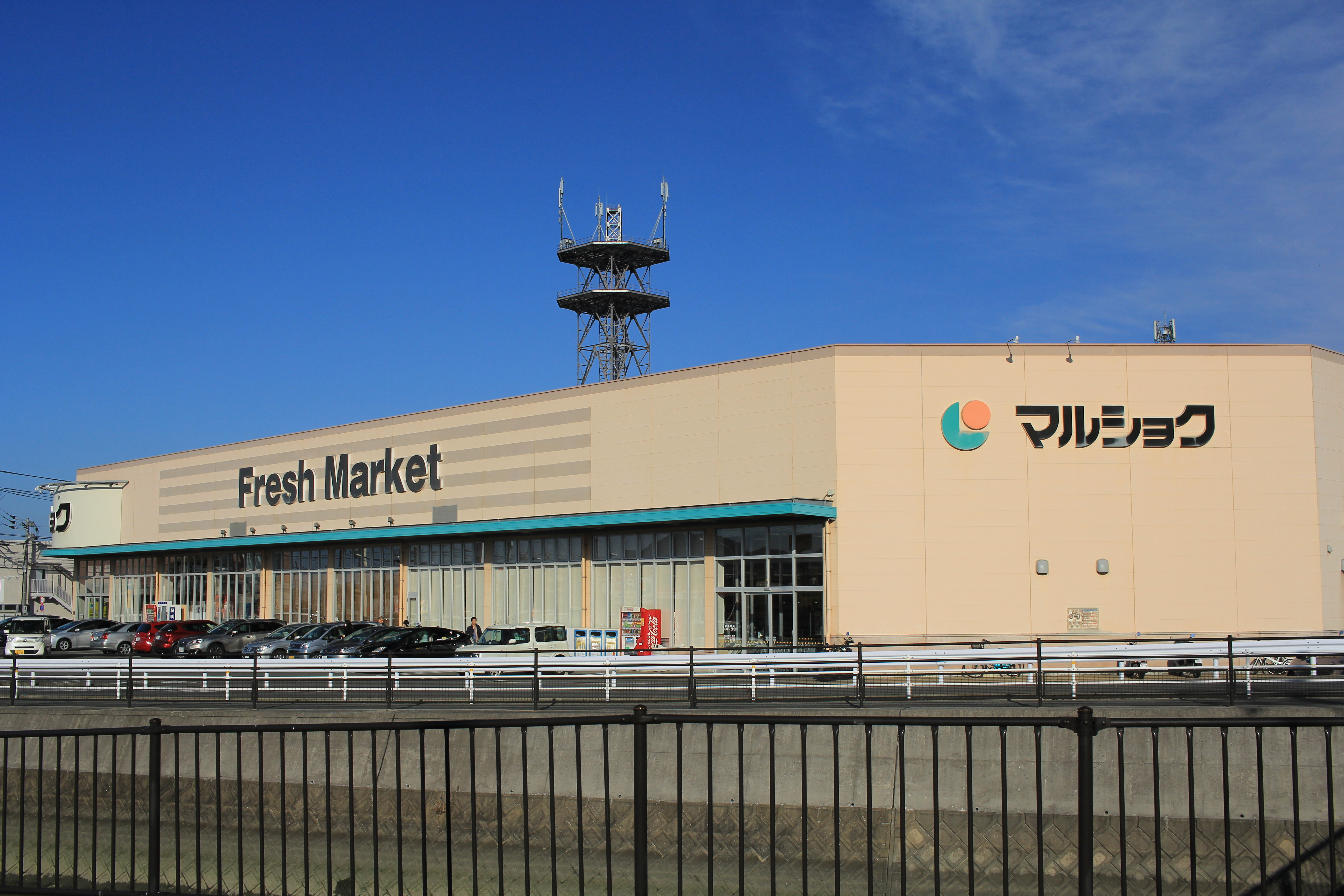
マルショク今宿（福岡県福岡市西区）
店舗名には「マルショク」を冠するが、株式会社サンリブの店舗である。

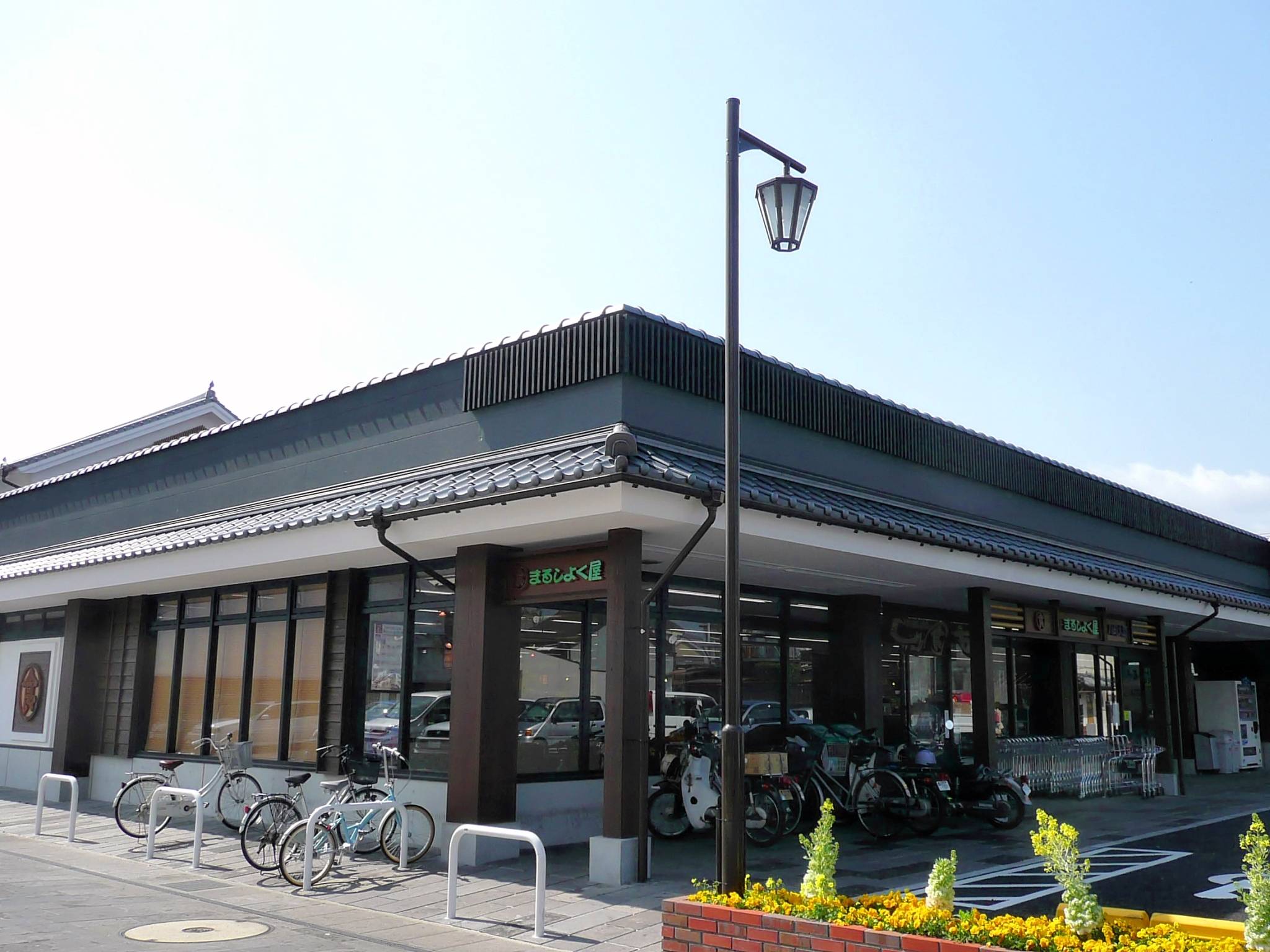
まるしょく屋八町大路（大分県臼杵市）
地元の要望もあり旧マルショク臼杵本町店跡地に新築出店。城下町に合わせた外観。

マルショクは、福岡県北九州市に本社を置くスーパーマーケットチェーン・株式会社サンリブが展開するスーパーマーケットの店舗名。
2017年8月までは、大分県大分市に株式会社マルショクが存在し、両社が地域を分けて事業展開していた。

## 概要
サンリブグループの源流は、1947年に大分県別府市で設立された別府漬物佃煮有限会社（後に別府丸食）から始まる。
この企業と2年後の1949年に山口県下関市で設立した関門食品株式会社とが母体となり、各地でスーパーマーケットの運営会社「丸食」を設立して規模を拡大した。しかし、小売業の競争激化を受けて小企業の集団では勝ち残れないと判断し、1997年からの大規模な再編成で北九州市に本社を置くサンリブと大分県大分市に本社を置くマルショクに集約された。
サンリブグループは、株式会社サンリブ本社に本部を置き、業態にかかわらず地域で管轄を分担していた。マルショク社は、大分県・熊本県・宮崎県・鹿児島県（現在は店舗なし）全域と、福岡県のうち行橋市・豊前市・みやこ町・うきは市・朝倉市にある店舗を管轄。サンリブ社は、福岡県（前記市町を除く）、佐賀県、長崎県（現在は店舗なし）、山口県、広島県を管轄していた。
非上場企業ながら、売上高はグループ全体で2,803億4,600万円（2007年2月期）に達し、西日本（中国・四国・九州）では有数の規模を誇るスーパーマーケットチェーンである。
サンリブ社が発行しているポケットカードと提携したクレジット一体型ポイントカード「くらしらくカード」と現金チャージ機能付きポイントカード「masaca!!」「masaca!!α」は、2014年10月27日に会員の募集及び利用を開始した。ただし自社発行扱いではなく、条件をサンリブ社と完全同一にしたうえでの“グループ加盟店”扱いとなっていた。「masaca・masacaα」「くらしらくカード」の詳細はサンリブ社の当該項目を参照のこと。
しかし、熊本地震などの影響で経営が厳しくなったことなどもあり、マルショク社は2017年9月1日付でサンリブ社に吸収合併され法人解散した。合併準備として両社の社長は佐藤秀晴が兼ねていた。またこれに先立ち、直営で行っていた生鮮食品事業を同年7月1日付で「大分惣菜」から社名を改めたグループ会社「サークルフーズ」に移管した。

## マルショク社の沿革
- 1947年（昭和22年）11月25日 - 菊池済治氏が、大分県別府市に別府漬物佃煮有限会社を設立。
- 1949年（昭和24年） - 山口県下関市に関門食品株式会社を設立。
- 1950年（昭和25年） - 別府および下関市で、スーパーマーケットの前身となる製品の直売を兼ねた食料品店をスタートさせ、拡張を図る。
- 1951年（昭和26年） - 株式会社下関丸食設立。
- 1952年（昭和27年） - 下関市1号店として幸町店をオープン。
- 1954年（昭和29年） - 別府市1号店として行合店をオープン。
- 1957年（昭和32年） - 株式会社中津丸食を設立。
- 1958年（昭和33年） - 株式会社大分丸食を設立。
- 1960年（昭和35年） - 株式会社別府丸食を設立。
- 1963年（昭和38年） - 大分に株式会社中央丸食を設立。
- 1964年（昭和39年） - マルショク長府店をオープン
- 1965年（昭和40年） - 株式会社宮崎丸食を設立。
- 1989年（平成元年）
  - 詳細時期不明 - 株式会社中央丸食と株式会社大分丸食が合併し、株式会社大分丸食となる。
  - 詳細時期不明 - 株式会社熊本丸食を設立。
- 1997年（平成 9年）
  - 詳細時期不明 - 株式会社別府丸食と株式会社大分丸食が合併し、株式会社大分丸食となる。
  - 詳細時期不明 - 株式会社熊本丸食と株式会社中津丸食が合併し、株式会社中津丸食となる。
- 1998年（平成10年） - 株式会社大分丸食と株式会社宮崎丸食が合併し、株式会社マルショクとなる（同年、株式会社丸食、株式会社福岡丸食、株式会社北九州丸食が合併し、株式会社サンリブも設立されている）。
- 2001年（平成13年） - 株式会社マルショクと株式会社中津丸食が合併し、株式会社マルショクとなる。
- 2007年（平成19年）
  - 詳細時期不明 - 創業60周年を迎える。
  - 2月28日 - 1966年にオープンしたサンリブ宮崎が閉店。
  - 10月25日 - カリーノ宮崎地下1階にマルショクカリーノ宮崎店がオープン。
  - 11月 - 同年2月28日で閉店したサンリブ宮崎の跡地にマルショク中央通店がオープン。中心市街地の飲食店や買い物客からの要望もあって、衣料品部門など食料品以外から撤退し、食品専門のスーパーマーケットへ生まれ変わった。
- 2008年（平成20年）
  - 4月17日 - 鹿児島県初進出。1号店としてマルショク大口店をオープン（旧寿屋大口店→プラッセだいわ大口店）。
  - 11月20日 - 熊本県人吉市の複合商業施設「HITOYOSHI REX（ひとよしレックス）」内にマルショク人吉店が開店。
- 2012年（平成24年）9月9日 - マルショク大口店が閉店（現ダイレックス大口店）。
- 2013年（平成25年）2月28日 - 大分県別府市にある本店格であったマルショク流川店が、建物の老朽化・近隣店との競合の激化による売上低迷の理由で閉店。
- 2014年（平成26年）10月27日 - クレジット一体型ポイントカード「くらしらくカード」と現金チャージ機能付きポイントカード「masaca!!」「masaca!!α」のカード会員の募集及び利用開始。
- 2016年（平成28年）4月 - 熊本地震により熊本県内の店舗を中心に全壊などの被災店舗が相次ぎ、多くで一時休業を余儀なくされた。そのうちの一部の店舗は閉店となった。
- 2017年（平成29年）
  - 7月1日 - 直営で行っていた生鮮食品部門をサークルフーズ株式会社（旧大分惣菜）に移管[3]。
  - 9月1日 - サンリブ社に吸収合併され会社解散[2]。

## 店舗の種類
サンリブ（GMS）
生活提案型の店舗。食品・日用雑貨・家電・医療などの売場、各種専門店のテナント、文化通信サービス設備を展開している。5,000平方メートル（m2） 以上規模の大規模店舗。
マルショク（SM）
生活密着・地域密着を重視する店舗。食品、衣料品や日用雑貨、書籍などの生活必需品をそろえる。1,000 - 3,000 m2規模の中規模店舗、商圏は半径2キロメートル（km）内外。ただし、マルショク社エリアにおいては、サンリブ社エリアでの「サンク」に相当する小型CVS店舗が含まれていることがあった。
サンク（SM）
小型店舗。生鮮三品（青果・精肉・鮮魚）と、日用雑貨もそろえる。商圏は半径1 km程度、広さは1,000 m2以下の小型店舗。FC展開も進めている。
まるしょく屋
小型店舗。創業当時の店舗をイメージして作られており、お客様休憩所と対面販売を強化している。
エル（EDLP）
「every day low price」を掲げたローコストオペレーション型の店舗。従来のディスカウントストアの安さと広さに、快適なショッピング環境とサービスを兼ね備える。店舗の規模の違いによってサンリブ・エルタイプとマルショク・エルタイプの展開をしている。
サンリブシティ（SC）
地域再開発まで含めたゾーン型店舗。食品・日用雑貨・家電・衣料などの売場、各種専門店のテナントのほか、フィットネスクラブ、カルチャースクール、レストラン、ゲームセンターなどを併設。2万 m2以上の規模で、半径20 km程度の商圏を想定している。マルショク社管轄としてはサンリブシティくまなん（熊本県熊本市）がある。
なお、マルショク社においては「サンク」形態のCVS店舗は2006年のサンク大道店の閉店（移転・増床してマルショク東大道店となった）以後消滅し、CVS店舗は「マルショク」、「まるしょく屋」として運営されていたものが多い。これは、グループ再編のいきさつによる。
また、マルショク社の管轄地域では、サピア日南店などのように、5,000m2以上規模の大型店舗であっても「サンリブ」ではなく「マルショク」名で営業している店舗も複数見られた。